# Alexander Obregón
Alexander Obregón Gamboa (Santiago de Cali, 11 de diciembre de 1977 - La Libertad, El Salvador, 30 de mayo de 2009) fue un futbolista colombiano que jugó la mayor parte de su carrera en El Salvador país en el que se destacó jugando como delantero. 

## Biografía
Obregón llegó a El Salvador en 2001 y fichó por el equipo de Segunda División salvadoreño ANTEL. En la siguiente temporada, fichó por el San Salvador F.C., con el que ganó el Título Clausura de 2003.
Después jugó en laos equipos de Luis Ángel Firpo, Chalatenango y FAS, acabando en 2007 en el equipo del Independiente Nacional. Jugó en el recién creado Santa Tecla y acabaría como entrenador con Rubén Alonso en el Alba Acajutla.
Obregón estuvo involucrado en un accidente mortal de coche en 2009, en la carretera a las afueras de La Libertad. Su amigo, el también entrenador Christian Gil sufrió serias heridas en el cráneo y el tórax en el mismo accidente.

## Clubes
| Club                        | País        | Año       |
| --------------------------- | ----------- | --------- |
| Giraldt F.C.                | Colombia    | 1998      |
| Selección Valle             | Colombia    | 1999      |
| Escuela de Futbol Sarmiento | Colombia    | 2000      |
| América de Cali             | Colombia    | 2001      |
| ANTEL                       | El Salvador | 2001      |
| San Salvador FC             | El Salvador | 2002-2003 |
| CD Chalatenango             | El Salvador | 2003      |
| San Salvador FC             | El Salvador | 2003-2005 |
| CD FAS                      | El Salvador | 2005      |
| CD Luis Ángel Firpo         | El Salvador | 2006      |
| Independiente Nacional 1906 | El Salvador | 2007      |
| Santa Tecla FC              | El Salvador | 2008      |
| Alba Acajutla               | El Salvador | 2009      |

## Palmarés
- Clausura 2003 (El Salvador)